# Supercoppa LEN (femminile)
La Supercoppa LEN (fr. Supercoupe LEN, ingl. LEN Supercup), anche chiamata Supercoppa d'Europa, è una competizione pallanuotistica europea organizzata dalla LEN (la federazione europea di nuoto) e che vede di fronte la più recente campione d’Europa e la più recente vincitrice della Coppa LEN. È analoga, per rango, ad esempio, alla Supercoppa UEFA di calcio.
Non ha una sede fissa: essa è infatti itinerante e può disputarsi sia in campo neutro sia in casa di uno dei due contendenti.

## Albo d'oro
| Edizione | Vincitore                             | Finalista                             | Risultato                             |                                       |
| -------- | ------------------------------------- | ------------------------------------- | ------------------------------------- | ------------------------------------- |
| 2006     | Honvéd Budapest                       | Orizzonte Catania                     | 9-8                                   |                                       |
| 2007     | Fiorentina Waterpolo                  | Roma Pallanuoto                       | 10-8                                  |                                       |
| 2008     | Orizzonte Catania                     | Roma Pallanuoto                       | 16-8                                  |                                       |
| 2009     | Vouliagmeni Nautical Club             | Shturm Chehov                         | 11-6                                  |                                       |
| 2010     | Vouliagmeni Nautical Club             | Ethnikos O.F.P.F.                     | 13-5                                  |                                       |
| 2011     | Pro Recco                             | CN Sabadell                           | 9-8                                   |                                       |
| 2012     | Rari Nantes Imperia                   | Rapallo Pallanuoto                    | 10-7                                  |                                       |
| 2013     | CN Sabadell                           | ŠMSV Izmailovo                        | 10-9                                  |                                       |
| 2014     | CN Sabadell                           | Olympiakos Pireo                      | 9-8                                   |                                       |
| 2015     | Olympiakos Pireo                      | Plebiscito Padova                     | 10-6                                  |                                       |
| 2016     | CN Sabadell                           | Mataró                                | 10-9                                  |                                       |
| 2017     | Kinef Kiriši                          | Ujpest                                | 10-6                                  |                                       |
| 2018     | Dunaújváros                           | Kinef Kiriši                          | 15-13 (dtr)                           |                                       |
| 2019     | Orizzonte Catania                     | CN Sabadell                           | 13-11                                 |                                       |
| 2020     | annullata per la Pandemia di COVID-19 | annullata per la Pandemia di COVID-19 | annullata per la Pandemia di COVID-19 | annullata per la Pandemia di COVID-19 |
| 2021     | Olympiakos Pireo                      | Kinef Kiriši                          | 14-11                                 |                                       |
| 2022     | Olympiakos Pireo                      | Ethnikos O.F.P.F.                     | 11-4                                  |                                       |
| 2023     | CN Sabadell                           | UVSE                                  | 14-11                                 |                                       |
| 2024     | CN Sabadell                           | Plebiscito Padova                     | 19-7                                  |                                       |

## Edizioni vinte per Paese
Aggiornato al 2024.
- 5 vittorie
  -  Italia: Orizzonte Catania (2), Fiorentina (1), Pro Recco (1), Rari Nantes Imperia (1)
  -  Grecia: Olympiakos Pireo (3), Vouliagmeni (2)
  -  Spagna: CN Sabadell (5)
- 2 vittorie
  -  Ungheria: Honvéd Budapest (1), Dunaújváros (1)
- 1 vittoria
  -  Russia: Kinef Kiriši (1)